# Gmina Prnjavor
Gmina Prnjavor (serb. Општина Прњавор / Opština Prnjavor) – gmina w Bośni i Hercegowinie, w Republice Serbskiej. W 2013 roku liczyła 34 357 mieszkańców.